# Bahusia
Bahusia (en sueco: Bohuslän) es una de las 25 provincias históricas de Suecia (en sueco landskap), situada en la costa oeste del país. Limita con las provincias históricas de Dalia y Vestrogotia, además de con el estrecho de Skagerrak, un brazo del mar del norte, y Østfold en Noruega.
Su nombre significa en sueco «feudo de Bohus», en referencia a la fortaleza de Bohus (Bohus fästning).
Pertenecía a la región de Gotia y como las demás provincias históricas no tiene ninguna entidad administrativa en la actual organización territorial de Suecia, estando totalmente incluida en la provincia de Gotia Occidental.

## Ciudades
Las ciudades que formaban parte de Bahusia, con las fechas en las que adquirieron el estatus de ciudad, son:
- Kungälv (aproximadamente 1100)
- Lysekil (1903)
- Marstrand (aproximadamente 1200)
- Strömstad (1672)
- Uddevalla (1498)

## Monumentos
- Abadía de Dragsmark
- Isla de Gåsö